# Próxima Estación: Esperanza
Próxima Estación: Esperanza je druhé sólové album francouzsko-španělského zpěváka Manu Chao. Jeho název by se dal přeložit jako Příští stanice: Naděje
Různé písně na albu jsou nazpívané různými jazyky, převažuje francouzština a španělština, objevuje se také ale i portugalština, angličtina, ruština či arabština. Oproti Clandestinu se Esperanza stylem blíží spíše více reggae. Během některých písní byly použity nahrávky z hlášení v madridském metru (Esperanza a dále Avenida de la Paz jsou obě stanice linky 4 místního systému). Díky tomu se také Manu Chao dostal do problémů s madridským dopravním podnikem ohledně autorských práv.

## Seznam písní
1. Merry Blues
2. Bixo
3. El Dorado 1997
4. Promiscuity
5. La Primavera
6. Me Gustas Tú
7. Denia
8. Mi Vida
9. Trapped By Love
10. Le Rendez Vous
11. Mr Bobby
12. Papito
13. La Chinita
14. La Marea
15. Homens
16. La Vacaloca
17. Infinita Tristeza